# Polypauropus folliculatus
Polypauropus folliculatus är en mångfotingart som beskrevs av Ulf Scheller 1970. Polypauropus folliculatus ingår i släktet Polypauropus och familjen Polypauropodidae. Inga underarter finns listade i Catalogue of Life.